# Nigidius obesus
Nigidius obesus es una especie de coleóptero de la familia Lucanidae. Se distingue de otros miembros del género Nigidius por unos lóbulos redondeados muy pronunciados junto al canto ocular. La forma de la mandíbula es también parecida en los miembros de esta especie y es algo sexualmente dimórfica.

## Distribución geográfica
Habita en Malaya, Borneo, Sumatra y  Tailandia.